# Charles II d'Elbeuf
Pour les articles homonymes, voir Charles de Lorraine.
Charles II de Guise-Lorraine, né le 5 novembre 1596 à Paris et mort le 5 novembre 1657 dans la même ville, est le deuxième duc d'Elbeuf de 1605 à 1657, comte de Lillebonne, comte de Rieux, et baron d'Ancenis. Il est fils de Charles Ier de Guise-Lorraine, premier duc d'Elbeuf, et de Marguerite de Chabot-Charny (arrière-petite-nièce de François Ier par sa grand-mère paternelle Françoise de Longwy).

## Biographie
Il vient à la cour en 1607 et devient compagnon de jeu du futur Louis XIII. À la majorité de ce dernier, il est nommé Chambellan. Il est au début un fidèle de Louis XIII, qui le fait en 1619 pair de France et chevalier de l'Ordre du Saint Esprit. 
Il l'assiste dans ses luttes contre la reine mère Marie de Médicis, contre les nobles qui conspiraient contre Richelieu et contre les calvinistes français.
Le duc de Longueville, gouverneur de la Normandie et fidèle de Marie de Médicis incitaient les nobles du Rouennais à la révolte et établit son camp à Orival, à proximité d'Elbeuf. Louis XIII et Richelieu se rendent maître de la révolte et Charles est nommé gouverneur de la Normandie. Lors des rébellions huguenotes, il participe au siège de La Rochelle où il est blessé à Saint-Jean-d'Angély, mais on le retrouve l'année suivante au siège de Montpellier. 
Il est exilé en 1630 pour avoir soutenu Marie de Médicis lors de l'affaire de la Journée des Dupes.  
Rentré en grâce à la mort de Louis XIII, il obtient le gouvernement de la Picardie en plus de celui de la Normandie. 
En 1649, le duc d'Elbeuf offre ses services aux Parisiens pendant la Fronde. Déclaré général de l'armée du roi, sous l'autorité du Parlement, il n'est qu'un des lieutenants du prince de Conti, reconnu pour généralissime par le Parlement. 
À la suite de l'amnistie générale accordée par la Cour (paix de Saint-Germain du 1er avril), Mazarin revient à Paris, le 18 août. 
En 1652 le duc d'Elbeuf commande encore en chef l'armée de Flandre ; mais, ensuite, ne sert plus.
En 1654, il participe à la cérémonie du sacre du roi Louis XIV, à Reims. Il meurt à Paris, le 5 novembre 1657 et est inhumé dans la collégiale de La Saussaye.

## Mariage et enfants

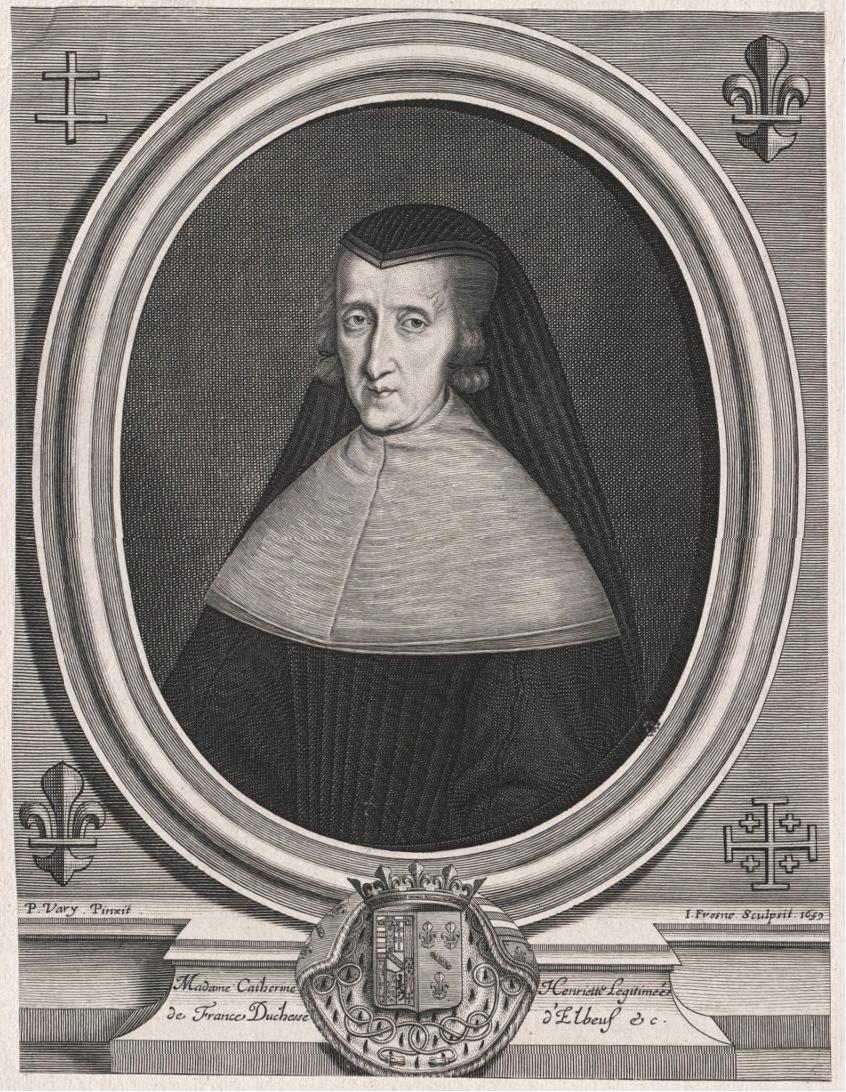
Catherine Henriette de Bourbon, veuve de d'Elbeuf

Il épouse à Paris le 19 janvier 1619 Catherine Henriette de Bourbon (1596-1663), dite Mademoiselle de Vendôme, fille légitimée du Roi Henri IV et de Gabrielle d'Estrées. Dont :
- Charles III de Lorraine d'Elbeuf, comte d'Harcourt-Elbeuf, puis troisième duc d'Elbeuf à la mort de son père (1620-1692) ;
- Henri de Lorraine d'Elbeuf, abbé d'Homblières (1622-1648) ;
- François Marie de Lorraine d'Elbeuf, prince de Lillebonne (1624-1694) ;
- Catherine de Lorraine d'Elbeuf, religieuse à Port-Royal (1626-1645) ;
- François Louis de Lorraine d'Elbeuf, comte d'Harcourt (1627-1694) ;
- Marie Marguerite Ignace de Lorraine d'Elbeuf, dite Mademoiselle d'Elbeuf (1628-1679)[3].

## Source
- Bulletin de la Société de l'Histoire d'Elbeuf, numéro 39, avril 2003.
- J. Caluwaerts, Cherchez la femme (Jeanne Françoise Schotte), dans Brabant Cronikel, année 17 (2013), numéro 4.